# 曼紐·卡斯提爾
曼紐·卡斯提爾·奥利万（西班牙語：Manuel Castells Oliván；1942年2月9日—），西班牙社會學家和政治人物，主要研究包括資訊科技社會學、都市社會學、社會運動社會學以及比較社會學，特別在資訊社會、通信與全球化等領域具有重要貢獻。2000–2014年社會科學引文索引研究調查中，卡斯特利斯在全世界學術研究被引用次數上，社會科學領域名列第五位，並為通信領域第一人。
2020年獲左翼政黨聯盟聯合我們能提名為西班牙第二次桑切斯内阁大学大臣，任職23個月後請辭。

## 生平
1938年生于阿爾瓦塞特省埃林，后搬至巴塞罗那，活跃于反佛朗哥学生运动，后前往法国求学，1967年获巴黎大学社会学博士学位。1967年开始担任巴黎第十大学讲师。1968年因发生学生运动而离职。1970年至1979年，在巴黎社会科学高等学院任教。
1979年至2003年，在美国加利福尼亞大學柏克萊分校社会学与城市和区域规划学系任教，期间曾任西欧研究中心主任，国际问题研究所执行委员会委员，环境设计学院执行委员会委员。1988年至1993年，兼任马德里自治大学新技术社会学研究所所长、教授。2001年至2012年，兼任巴塞罗那加泰罗尼亚开放大学互联网跨学科研究所所长、教授。2003年开始担任南加州大学通信学院传播学教授。2004年至2009年，担任麻省理工学院技术与社会学客座教授。2006年至2010年，担任圣克拉拉大学客座教授、牛津大学互联网研究客座教授。2012年获郝爾拜獎。
2020年开始担任西班牙第二次桑切斯内阁大学大臣。

## 中文译本
- 曼纽尔·卡斯特. . 由星辰; 汤景泰翻译 （新版）. 社会科学文献出版社. 2018. ISBN 9787520120326 （简体中文）.
- 曼纽尔·卡斯特; 马汀·殷斯. . 由徐培喜翻译. 社会科学文献出版社. 2015. ISBN 9787509762264 （简体中文）.
- 曼纽尔·卡斯特; 米里亚·费尔南德斯-阿德沃尔; 邱林川; 阿拉巴·赛. . 由傅玉辉; 何睿; 薛辉翻译. 清华大学出版社. 2014. ISBN 9787302351900.
- 曼纽尔·卡斯特. . 由郑波; 武炜翻译. 社会科学文献出版社. 2007. ISBN 9787802306998.
- 曼威．柯司特. . 資訊時代：經濟，社會與文化. 由夏鑄九、王志弘等翻译 修訂再版. 唐山出版社. 2001. ISBN 9789578221383 （繁体中文）.
- 曼纽尔·卡斯特. . 信息时代三部曲. 由夏铸九翻译 修订本. 社会科学文献出版社. 2006. ISBN 9787801495327 （简体中文）.
- 曼威．柯司特. . 資訊時代：經濟，社會與文化. 由夏鑄九、黃慧琦等翻译 2. 唐山出版社. 2001. ISBN 9789578221574 （繁体中文）.
- 曼纽尔·卡斯特. . 信息时代三部曲. 由夏铸九翻译 修订本. 社会科学文献出版社. 2006. ISBN 9787802302754 （简体中文）.
- 曼威．柯司特. . 資訊時代：經濟，社會與文化. 由夏鑄九、王志弘等翻译. 唐山出版社. 2002. ISBN 9789578221994 （繁体中文）.
- 曼纽尔·卡斯特. . 信息时代三部曲. 由曹荣湘翻译 修订本. 社会科学文献出版社. 2006. ISBN 9787802302761 （简体中文）.
- 曼纽尔·卡斯特. . 由周凯翻译. 社会科学文献出版社. 2009. ISBN 9787509705407 （简体中文）.

## 外部連結
- 加泰羅尼亞開放大學：卡斯提爾 （页面存档备份，存于）
- 柏克萊大學：卡斯提爾 （页面存档备份，存于）（列名譽教授）